# La banda de los Grissom
La banda de los Grissom (The Grissom Gang en V. O.) es una película dramática Estados Unidos de 1971 dirigida y producida por Robert Aldrich y adaptada por Leon Griffiths de la novela El secuestro de miss Blandish escrita por James Hadley Chase en 1939.
La película está protagonizado por Kim Darby, Scott Wilson, Tony Musante, Robert Lansing, Irene Dailey, Connie Stevens, Wesley Addy, Joey Faye y Ralph Waite.

## Argumento
En 1931, una heredera de Misuri (Kim Darby) es raptada por una peligrosa banda formada por la familia Grissom. Mientras exigen un rescate, uno de los integrantes (Scott Wilson), un hombre con discapacidad intelectual, se enamora de la rehén.

### Diferencias respecto a la película de 1948
La producción es una nueva versión de la película de 1948 No Orchids for Miss Blandish, también basada en la novela, aunque en aquel entonces recibió el título del libro.
El rodaje tuvo lugar en Inglaterra. El concepto de la heredera de clase alta y el secuestrador es similar. Si bien el personaje femenino (interpretado por Linden Travers) se siente agobiada por su estilo de vida y se enamora del captor, en esta versión Aldrich y Griffiths intercambian la personalidad de los personajes siendo Darby quien intenta coquetear con el personaje de Wilson y así aprovecharse de su ingenuidad para escapar. 
Otra característica del mismo fue la actuación "cómica" de algunas escenas de la banda, en especial el comportamiento de estos. También hubo un cambio tanto de fechas como de localización: en la producción de 1948 tuvo lugar el mismo año en Nueva York en contraste con esta ambientada en Misuri en 1931.

## Reparto
- Kim Darby es Barbara Blandish.
- Scott Wilson es Slim Grissom.
- Tony Musante es Eddie Hagan.
- Robert Lansing es Dave Fenner.
- Irene Dailey es Gladys "Ma" Grissom.
- Connie Stevens es Anna Borg.
- Wesley Addy es John P. Blandish
- Joey Faye es Woppy.
- Ralph Waite es Mace.

## Recepción

### Críticas
Tras su estreno, los críticos hicieron hincapié en el "extremo melodramático" del argumento y el hecho de que el reparto parecía tener calor durante el largometraje. Vincent Canby de The New York Times escribió: "No necesitas pensar en absoluto sobre si The Grissom Gang es ofensiva, inmoral, o (puede) incluso ser lasciva, aunque en mi opinión, esta última palabra parece más una promesa que una amenaza. Al igual que la filmografía de Aldrich, este film no deja de ser un melodrama estridente con violencia sin límites que roza lo macabro {...} todos sudan constantemente y nadie muere fuera de cámara, sino de plano como los periódicos de hoy en día en donde los sucesos son portada. Aldrich y el equipo artístico, en especial Miss Dailey y Wilson se portan como si estuviesen en The Beverly Hillbillies".
Por otro lado, Roger Ebert de Chicago Sun-Times fue menos crítico y declaró: "Ya hemos estado aquí antes, por ejemplo Bonnie y Clyde y también con el análisis de la familia Barker en Bloody Mama. El nuevo proyecto de Robert Aldrich combina ambas producciones tanto en las emociones como en la disfuncionalidad familiar en un entorno violento".
Desde Variety apuntaron al guion y al cineasta: "La película ofrece un argumento que indaga sin ninguna duda en la vida personal de los personajes. Aldrich ha llevado este tema más lejos con sus actores, cuyas interpretaciones juegan con los sentimientos, un ejemplo es la relación entre Wilson y Darby".
TimeOut, medio crítico de fundación más reciente escribió sobre la trama en sí como una exploración sentimental interpretado por dos personajes contrapuestos que no conciben lo que tienen.